# Supercoppa belga 2012 (pallavolo femminile)
La Supercoppa belga 2012 si è svolta il 22 settembre 2012: al torneo hanno partecipato due squadre di club belghe e la vittoria finale è andata per la settima volta all'Asteríx Kieldrecht.

## Regolamento
Le squadre hanno disputato una gara unica.

## Squadre partecipanti
| Squadra             | Qualificazione                      | Ultima partecipazione |
| ------------------- | ----------------------------------- | --------------------- |
| Asteríx Kieldrecht  | Vincitrice Liga A 2011-12           | Supercoppa belga 2011 |
| Dauphines Charleroi | Vincitrice Coppa del Belgio 2011-12 | Supercoppa belga 2010 |

## Torneo
| 22 settembre 2012 ?, Lovanio Durata: ? - Spettatori: ? | Asteríx Kieldrecht | 3 - 1 | Dauphines Charleroi | 27-29, 25-19, 25-21, 25-15 |